# Portopetro
Portopetro är en ort i Spanien.   Den ligger i regionen Balearerna, i den östra delen av landet, 600 km öster om huvudstaden Madrid. Portopetro ligger 10 meter över havet och antalet invånare är 500. Den ligger på ön Mallorca.
Terrängen runt Portopetro är huvudsakligen platt, men norrut är den kuperad. Havet är nära Portopetro åt sydost. Närmaste större samhälle är Felanitx, 13,0 km norr om Portopetro. Trakten runt Portopetro består till största delen av jordbruksmark.